# Cipruson történt légi közlekedési balesetek listája
A Cipruson történt légi közlekedési balesetek listája mind a halálos áldozattal járó, mind pedig a kisebb balesetek, meghibásodások miatt történt, gyakran csak az adott légiforgalmi járművet érintő baleseteket is tartalmazza évenkénti bontásban.

## Cipruson történt légi közlekedési balesetek

### 1967
- 1967. április 20., Nicosia közelében, Lakatamia településnél. A Globe Air légitársaság Bristol Britannia 313-as típusú utasszállító repülőgépe a rossz időjárási viszonyok miatt hegyoldalnak csapódott. A gépen 120 utas és 10 fő személyzet volt. Közülük összesen 4 fő élte túl a tragédiát.[1][2]

### 1973
- 1973. január 29., Kerínia-hegység. Az EgyptAir 741-es számú járata, egy Iljushin Il–18D leszállás közben hegyoldalnak csapódott. A gépen utazó 30 fő utas és 7 fős személyzet minden tagja odaveszett a balesetben.[3][4]